# Menitete
Menitete ist eine osttimoresische Siedlung im Suco Edi (Verwaltungsamt Maubisse, Gemeinde Ainaro).

## Geographie und Einrichtungen
Das Dorf befindet sich im Süden der Aldeia Demutete, auf einer Meereshöhe von 1428 m, südlich eines Berges, der auf über 1800 m ansteigt. Die Häuser bilden keine geschlossene Siedlung, sondern stehen im weiteren Abstand zueinander. Südlich und westlich die Besiedlung der Nachbar-Aldeia Rai-Mera. Im Suco Manetú liegt im Osten das Dorf Lebo-Luli.
In Menitete steht eine Grundschule.